# Анімаційно-ігровий фільм
Анімаційно-ігровий фільм (англ. live-action/animated film) — фільм, що поєднує ігрове кіно з анімацією.
У ігрових фільмах з комп'ютерною анімацією замість вигаданих персонажів грають актори за допомогою захоплення руху, а потім їх анімують та моделюють. У ігрових фільмах з традиційною анімацію використовується намальована від руки або лялькова анімація.

## Історія
Під час популярності німого кіно у 1920-х та 1930-х, серед популярних мультфільмів польсько-американського аніматора Макса Флейшера був серіал, де Клоун Коко взаємодіяв із живим світом, наприклад мав боксерський поєдинок із живим кошеням. Під враженням від цього,  першою спробою Волта Діснея, задовго до Освальда, щасливого кролика (народився у 1927) та Мікі Мауса (народився у 1928), були комедійні мультфільми про Алісу Alice Comedies. У них молода дівчина, на ім'я Аліса (ігровий персонаж), взаємодіяла з анімованими персонажами мультфільму.
У минулому багато фільмів поєднували лялькову анімацію, використовуючи рір-проєкцію: фільми Вілліса О'Браєна та Рея Гаррігаузена у США, Олександра Птушка, Карела Земана та Ян Шванкмаєра у Східній Європі. Першим таким повнометражним фільмом, став Загублений світ (1925). 
Хто підставив кролика Роджера? (1988) — фільм Діснея та Amblin Entertainment вийшов на новий рівень з використанням передових комп'ютерних зображень та «реалістичного» зображення взаємодії анімованих персонажів та живих акторів. 

## Представники жанру в українському кінематографі
- «Фронт» (1931)
- «Макарони смерті, або помилка професора Буггенсберга» (1992)